# پل گرو
پل گرو (دانمارکی: Poul Graae; ۲۰ اکتبر ۱۸۹۹ – ۱۰ اوت ۱۹۷۶) بازیکن فوتبال و روزنامه‌نگار اهل دانمارک بود.
از باشگاه‌هایی که در آن بازی کرده‌است می‌توان به باشگاه ورزشی آرهوس اشاره کرد.